# Urum al-Kubra
Urum al-Kubrah (tiếng Ả Rập: أورم الكبرى, cũng đánh vần Urem al-Kubra) là một thị trấn ở phía tây tỉnh Aleppo, tây bắc Syria. Với dân số 5.391 theo điều tra dân số năm 2004,  đây là trung tâm hành chính của Nahiya Urum al-Kubrah ở quận Atarib. Nằm về phía tây nam Aleppo, các địa phương lân cận bao gồm Atarib ở phía tây, Awayjil ở phía bắc, Kafr Naha ở phía đông, al-Radwan ở phía nam và Urum al-Sughra ở phía tây nam. 

Urum al-Kubra là trung tâm hành chính của Nahiya Urum al-Kubra ở quận Atarib.